# 처녀자리 A

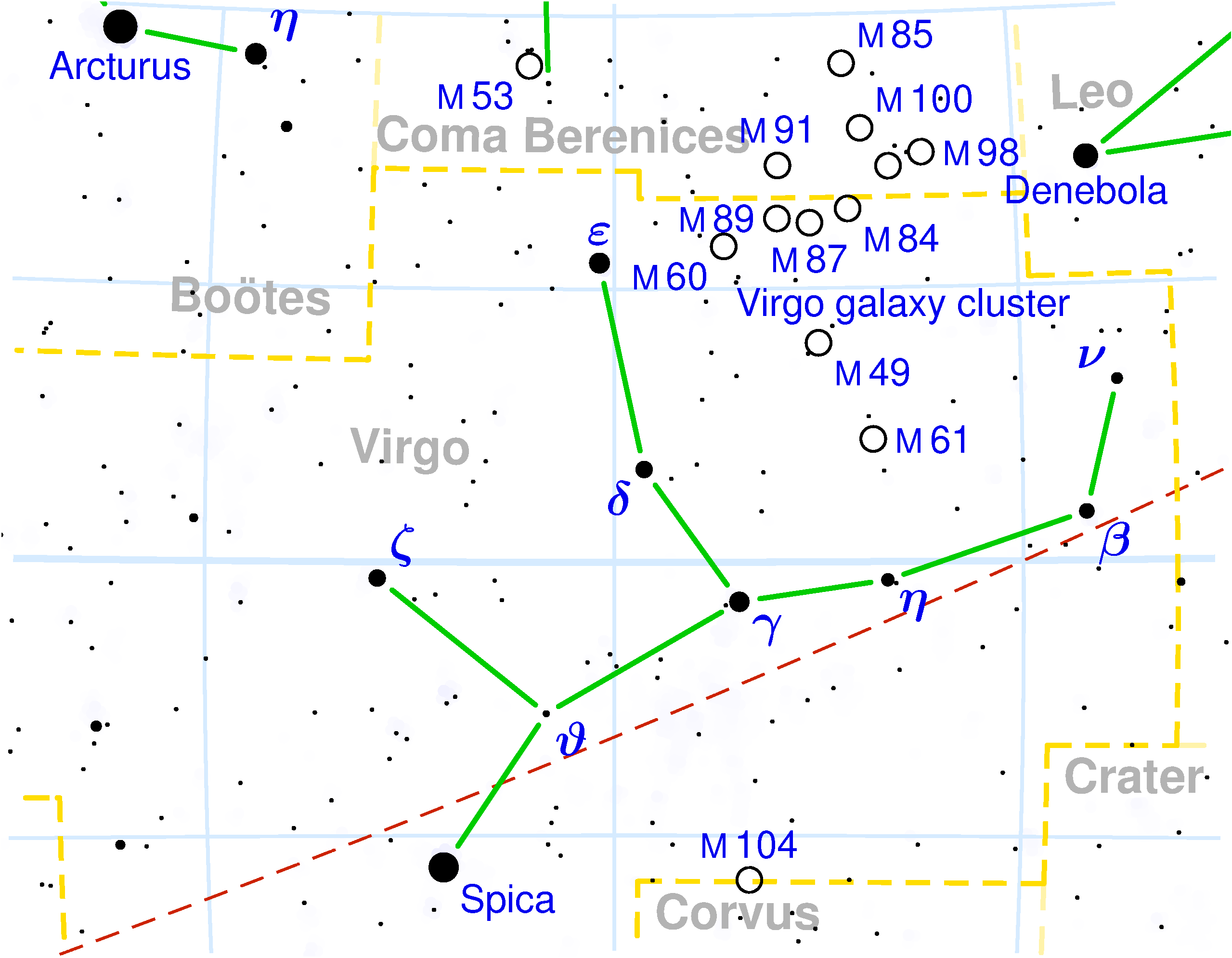
처녀자리의 M 87의 위치. 오른쪽 위에 자리 잡고 있다.

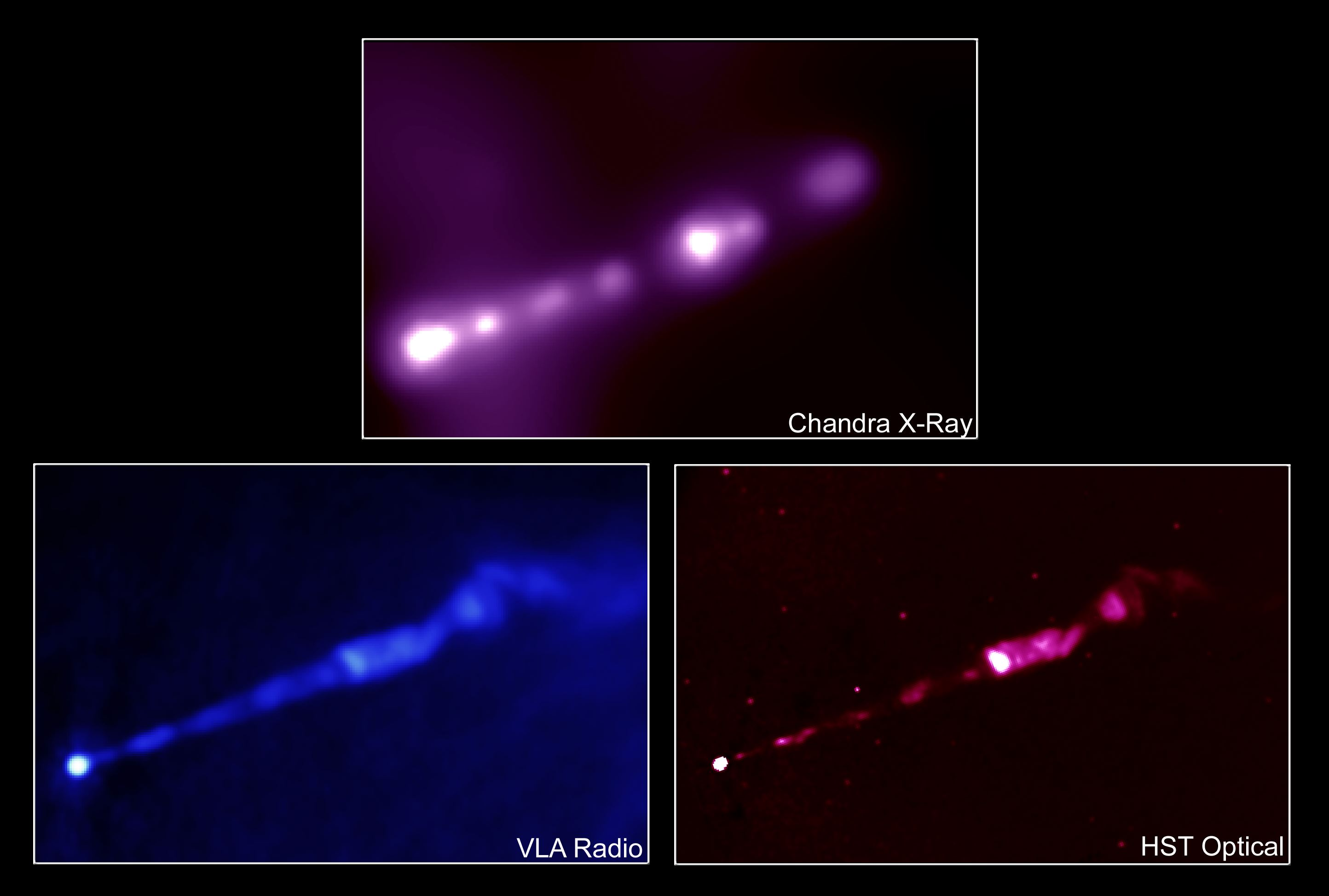
여러 가지 망원경으로 관측한 전파이다.

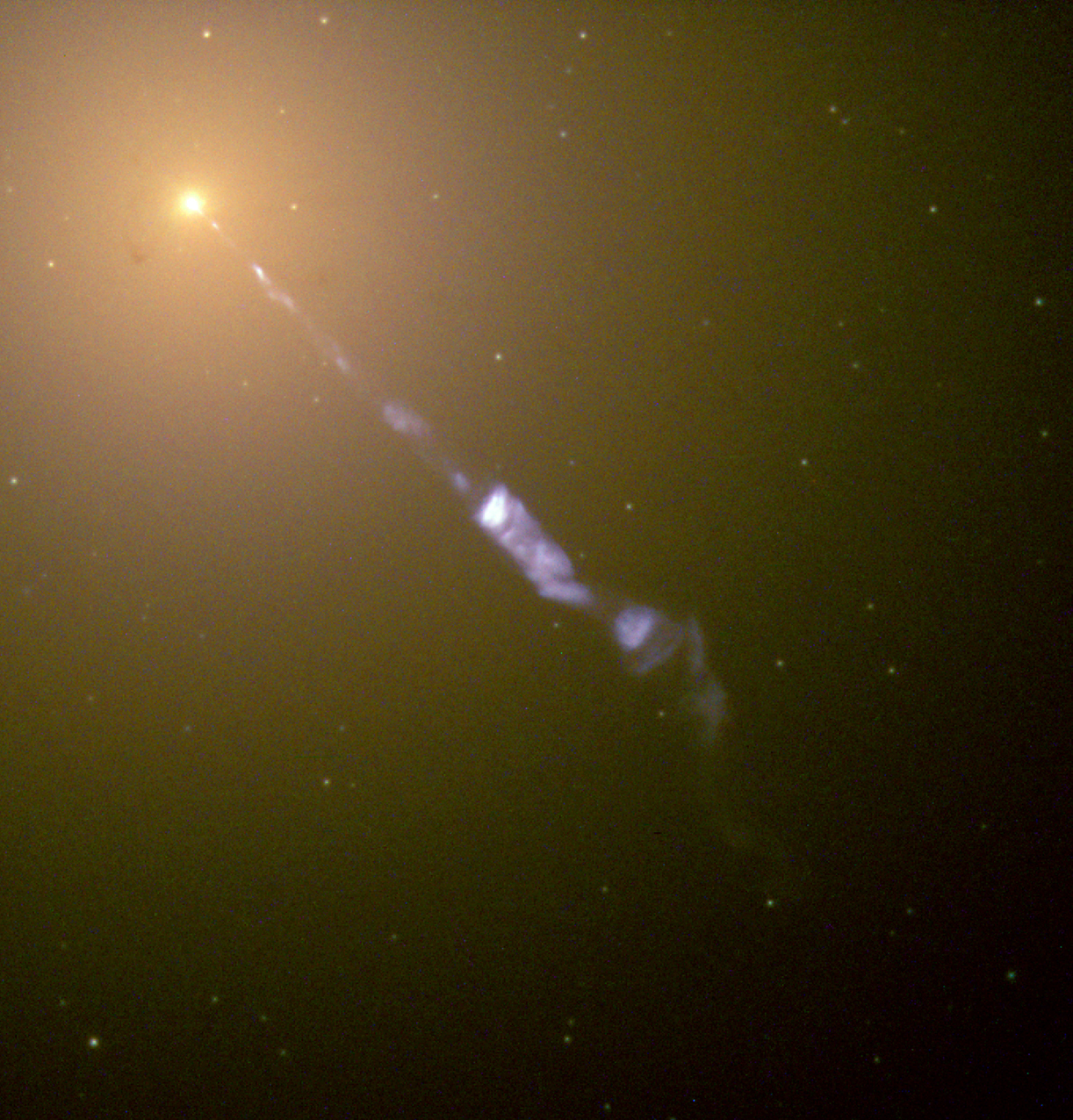
허블 우주 망원경이 찍은 M 87의 전파이다.

처녀자리 A (영어: Virgo A, M 87, NGC 4486)는 처녀자리에 있는 타원 은하이다. 적색 편이가 매우 크다. 센타우루스자리 A 은하처럼 제트를 방출하는 은하이다. 이 은하는 처녀자리 은하단에서 가장 크고 밝은 은하이며, 거리는 약  5,500만 광년이다. 또한 이 은하는 센타우루스 A 은하처럼 500배 이상의 강력한 전파를 발산한다. 이 은하는 지구에 가까이 있는 가장 큰 타원 은하이며, 하늘에 있는 가장 밝은 방사선 천체 중 하나이다. 그래서 아마추어 천문학 관측과 천문학자들의 표적이 되는 은하이다. 여기서 은하핵에 있는 초대질량 블랙홀의 질량을 계산하면 3 ×109 M☉이다. 2009년 이 은하를 관측한 결과 분출된 가스 제트류가 폭죽이 터지는 것과 같이 밝아지는 현상이 관측되었다. 이 가스 제트류는 HST-1(허블 우주 망원경-1)이라는 이름이 붙어 있다.
은하를 구성하는 별들의 대부분이 금속성 원소를 포함하는 거성과 초거성들이며, 이 때문에 유난히 붉게 빛난다.

## 역사와 특징
1781년, 프랑스의 천문학자 샤를 메시에가 당시 그의 천체 목록의 천체 103개 중 한 개로 발견하여 그의 목록에 추가하였다. 메시에 목록은 1781년, 메시에가 목록 만들기에 시작하여 그가 죽기 전까지 103개의 천체 목록을 만들었다. 메시에 목록의 목적은 혜성과 혼동되는 천체를 알아내기 위해서이다. 이 메시에 목록의 천체들의 번호는 앞에 M이 붙고, 그 뒤에 번호가 붙는다. 즉, M87은 메시에 목록의 87번 째 천체인 것이다. 1880년대에, 이 목록은 엔지시 목록에 4486번째 천체로 추가되었다. 엔지시 목록은 덴마크의 천문학자 존 루이스 에밀 드레이어가 존 허셜의 관측 자료를 토대로 하여 만든 천체 목록으로, 7840개의 천체가 있다.

M87은 처녀자리에서 높은 곳에 자리잡고 있으며, 거의 머리털자리 다음의 위치에 있다고 본다. M87은 처녀자리 엡실론 별과 데네볼라를 잇는 직선의 거의 한가운데에 있다. 겉보기 등급은 +9.59인데, 이는 소형 망원경으로 볼 수 있을 정도의 밝기이다. 겉보기 크기는 대략 7′.2(7분 2초) × 6′.8(6분 8초), 중심핵의 크기는 45″ (약 45초) 정도이다. 이 은하의 중심핵에서 방출되는 제트(전파)의 밝기는 +15.0등성이다. 이 정도 밝기로는 소형 망원경으로 볼 수 없다. 이 전파에 대한 첫 관측은 러시아의 천문학자 오토 스트루베가 훅 망원경을 사용하여 관측에 성공하였다.
허블의 은하 분류 형태는 후에 제라르 드보쿨뢰르에 의해 수정되었다. 처녀자리 A 은하, 즉 메시에 87은 E0p형 은하로 분류가 되었다. E0 형태의 은하는 거의 완벽한 원으로서 평평하지 않은 형태로 보인다. 또, 그 뒤의 ‘p'는 특이 은하를 나타내는 기호이다. 특이 은하는 은하의 중심핵이 활발한 활동을 하고 있는 은하를 말한다. 또 메시에 87은 후에 E0pc-D로 분류되었는데, ’D'는 초거성이 밀집된 은하를 의미한다. 후에 이 은하의 또 다른 분류 형태는 1958년 윌리엄 윌슨 모건에 의해 활발한 활동이 진행 중인 활동 은하로 분류가 되었다.
| 질량 ×1012 M☉ | 반지름 (1kpc) |
| 2.4           | 32            |
| 3.0           | 44            |
| 5.7           | 47            |
| 6.0           | 50            |

메시에 87의 질량은 거의 대부분 은하핵에 집중되어 있다. 메시에 87의 은하핵에서 약 10만 광년(약 32 킬로파섹)까지의 질량은 약 (2.4 ± 0.6) × 1012 M◉이다. 그러나 별의 분포나 은하핵의 활동에 따라 이 은하의 질량은 우리 은하의 약 200배로 불어날 것이다. 성간 물질이나 가스가 연간 약 2~3 M◉만큼 이 은하로 들어가고 있다. 이는 우리 은하에 유입되는 성간 물질이나 가스의 양보다도 더 많은 것이다.
M87 은하는 우리 은하에 비해 아주 많은 구상 성단이 있으며 우리 은하의 약 60배, 솜브레로 은하의 약 6배에 달하는 구상 성단이 있다. 우리 은하는 약 150~200개 정도의 구상 성단을 가지고 있다. 2006년의 조사 결과 M87 은하의 중심핵 주변 25'쯤에 약 12,000 ± 800개의 구상 성단이 있는 것으로 밝혀졌다. 이 구상 성단 모두 중심핵을 중심으로 돌고 있다.

## 전파
1918년,릭 천문 관측소에서 히버 커티스(1872~1942. Curtis, Heber, 할로 섀플리와 외부 은하의 존재에 대해 대논쟁(Great Debate)을 벌인 적이 있음.)가 메시에 87을 관측하다가 방출되는 전파를 보고 "흥미로운 전파"로 묘사하였다. 메시에 87의 핵에서 방출되는 이 방사선은 적어도 5000광년까지 방출되었으며, 이 방사선은 연간 이 은하에서 방출된 여러 가지 원소와 화합물, 전파, 빛, X선 등으로 이루어져, 초대질량 블랙홀이 가장 가능성이 (주위에 은하핵을 더 빠르게 회전하게 하는 디스크의 발견에 의해 만들어진 블랙홀)있다. 메시에 87 은하의 초대질량 블랙홀의 질량은 약 30 억 (3×109) 태양 질량 정도로 추정된다. M87은 X선의 강한 근원이 된다는 것을 알아내었다. 그래서 메시에 87은 은하핵에서 방출되는 전파를 연구하는 데 최고의 은하계이다.

### 초광속의 동작
위의 사진은 허블 우주 망원경에 의해 1999년에 포착되었으며, M87의 전파의 움직임에서 4 내지 6 배 정도의 속도를 측정했다. 이 전파의 움직임은 제트기의 속도와 비교하여 시각적 결과 상대적으로 움직임이 사실이 아닌 빛의 속도를 뛰어넘는 이른바 초광속으로 방출되는 것으로 추정된다. 그러나 이러한 움직임 감지가 BL Lac 개체와 전파 은하들과 모두 똑같은 현상이며, 활성 은하와 다른 관점에서 보았을 때 달라질 수 있다.

### X선 루프와 고리형 발광
찬드라 X선 망원경이 관측한 - X선에서 생성한 은하핵 주변의 고리 - X선 가스는 M87의 밝은 은하핵의 전파를 말한다. 이러한 현상은 은하핵과 은하핵이 방출하는 전파의 압력에 의해 나타난다. 가장 유력한 원인은 초대질량 블랙홀로, 여기에서 방출하는 전파와 X선 그리고 빛의 속도변화로 인해 발생한다. 이것의 마이너 분화가 발생할 때마다 전파, 빛, X선이 6백만년간 방출되었다.
하나는 은하핵의 주요 활동으로 인한, 충격파가 85,000 광년 떨어져 있는 은하핵의 초대질량 블랙홀 주위에 있다. 이로 인해 X선 등이 최대 100,000 광년까지 퍼졌으며, 7천만 년 전에, 정기적인 활동으로 인해 폭발적으로 별들이 형성해서, M87의 진화에 심각하게 영향을 주는 것일 수 있다. M87이 큰 나선 은하가 되는 것을 막고 있는 것은 전파와 X선, 빛이라고 보면 된다. (M87 전파의 존재는 56 옥타브 마이너 분화와 58-59 옥타브 이하의 활동이다.)

### 감마선 방출
M87은 감마선의 아주 좋은 근원이다. 따라서 만 번 이상의 가시 광선으로 인해 나오는 M87에서 나오는 강력한 감마선 관측이 1990년대 후반부터 시작되었지만, 최근에는 헤스 체렌코프 망원경을 사용하여 관찰되었으며, M87에서 나오는 감마선 유량의 변화를 측정하고 발견 며칠 동안은 유동적으로 변경된다.
그것은 일반적으로 초대질량 블랙홀이 M87의 중심에 위치하고, 그 초대질량 블랙홀이 3×109M☉ 정도로 보통 105 ~ 1010 정도 되기 때문이다. 그러나 사실은 몇 일 동안은 우리 태양계의 크기를 변경할 수 있는 것에 대해 M87은 감마선의 가장 좋은 근원이자 M87에 있는 초대질량 블랙홀의 바로 근처에 있는 은하이다. 일반적으로 빠르게 변화하는 속도는 작다.
2011년 1월 12일, 미국 텍사스대학의 칼 게파르트 박사는 미국천문학협의회(American Astronomical Society)에서 M87의 중심에 있는 블랙홀의 실제 질량이 6.6×109M☉에 달한다고 발표했다. 게파르트 박사의 연구팀은 텍사스의 맥도날드 천문대와 하와이의 Gemini North 망원경 등을 이용해 측정했다.

## 위성 은하
메시에 87의 위성 은하는 6개가 있으며, 상호작용은하로는 NGC 4486A와 NGC 4486B가 있다. NGC 4486A와 4486B는 모두 크기가 준성 수준이다.

### NGC 4486A
NGC 4486A는 크기가 1'.0도 안 되는 작은 타원 은하이다. 메시에 87 근처에 있어 메시에 87을 관측할 때 손 쉽게 관측할 수 있다. 크기는 0'.96 X 0'.79이며, 형태는 E0 pec(pec : 이웃 은하)이며, 적색편이는 183 ± 223 km/s이다. 적경 12h 30m 57.9s, 적위 +12° 16′ 13″이다. 밝기는 +11.2이다.

### NGC 4486B
NGC 4486B는 NGC 4486A보다 크기가 작은 타원 은하이다. 메시에 87 북동쪽에 가까이 있어 메시에 87을 관측할 때 역시 손 쉽게 관측할 수 있다. 크기는 0'.46 X 0'.45이며, 형태는 E0-1 pec이다. 적색편이는 1538 ± 39 km/s이며, 적경 12h 30m 32.0s, 적위 +12° 29′ 27″이다. 밝기는 +14.5이다.

## 같이 보기
| - 처녀자리 은하단 - 타원 은하 - 메시에 84 | - 메시에 85 - 메시에 86 - 메시에 88 | - 메시에 89 - 메시에 90 |